# Marquesado de Piedrabuena
El marquesado de Piedrabuena es un título nobiliario español creado el 19 de julio de 1764 por el rey Carlos IV y concedido, con el vizcondado previo de Vista-Alegre, en favor de Julián Robiou y Chevilllé, secretario del rey Felipe V, intendente y comisario de guerra.

## Marqueses de Piedrabuena
|                         | Titular                                      | Periodo                 |
| Creación por Carlos III | Creación por Carlos III                      | Creación por Carlos III |
| ----------------------- | -------------------------------------------- | ----------------------- |
| I                       | Julián Robiou y Chevilllé                    | 1764-1775               |
| II                      | Juan de Dios Robiou y de Tallapiedra         | 1775-1796               |
| III                     | Juan de Dios Robiou y Gutiérrez de la Huerta | 1796-1872               |
| IV                      | María Teresa Robiou y de la Torre            | 1872-1922               |
| V                       | María Teresa Madrid Robiou                   | 1961-1961               |
| VI                      | Fermín Urmeneta y Robiou                     | 1974-1980               |
| VII                     | María Dolores Ramos y Robiou                 | 1981-hoy                |

## Concesión
El 14 de junio de 1764, por encargo del rey, el ministro marqués de Esquilache insinuó a Julián Robiou y Chevilllé que eligiese un título marquesal de su preferencia, partir de una lista simultáneamente facilitada, junto con un vizcondado previo. La elección recayó en el marquesado de Piedra Buena y el vizcondado previo de Vista-Alegre. Carlos III de España, finalmente, oficializó la concesión por real decreto dado en San Ildefonso el 19 de julio de 1764, según consta en el documento original hoy almacenado en el Archivo Histórico General de Simancas (Dirección General del Tesoro, inventario 24, legajo 285, folio 259).

## Historia de los marqueses de Piedrabuena
- Julián Robiou y Chevilllé (Saint-Malo, Francia, 23 de mayo de 1717-La Coruña, 23 de septiembre de 1775), I marqués de Piedrabuena, secretario del rey Felipe V y comisario de guerra (diciembre de 1745), caballero de la Orden de Santiago (1746), comisario ordenador (1755), intendente-corregidor de la provincia de León (1761), intendente de ejército, del reino de Galicia y corregidor de La Coruña (1763).[2] Era hijo de René Robiou, señor de Lupin, natural de Saint-Maló, y de Françoise Chevillé y Le Clavier, casados el 18 de junio de 1715.[2][3]

Casó el 25 de septiembre de 1750, en Cádiz, con María Josefa de Tallapiedra y Garay, hija del marqués de Tallapiedra, José Antonio de Tallapiedra, y su esposa Ana Isabel Pantaleona Garaicoa. Le sucedió su hijo:
- Juan de Dios Robiou y de Tallapiedra (Cádiz, 4 de diciembre de 1759-11 de diciembre de 1796), II marqués de Piedrabuena.[5]

Casó el 22 de julio de 1779, en la catedral de Cádiz, con Antonia Gutiérrez de la Huerta y Vandin-Salgado (n. 1759).
- Juan de Dios Robiou y Gutiérrez de la Huerta (Cádiz, 15 de mayo de 1780-Cádiz, 30 de mayo de 1872), III marqués de Piedrabuena.[7]

Casó el 27 de octubre de 1823, en Puerto Rico, con María Teresa de la Torre y Chico de Guzmán. Con ella tuvo a:
Juan de Dios Ulises Robiou y de la Torre (n. 1824), que contrajo matrimonio con María Concepción Uceda y Far el 26 de abril de 1854, en Cádiz. De esta unión nació la cuarta marquesa de Piedrabuena y, por tanto, nieta del tercer marqués:
- María Teresa Robiou y de la Torre (Cádiz, 23 de abril de 1855-1922), IV marquesa de Piedrabuena[9] desde el 5 de diciembre de 1872.[10]

Casó, a los 17 años, con José Madrid Mateo, hijo de José Madrid Sánchez-Valverde y de Magdalena Mateo Nuche. De esta unión nacieron cuatro hijos: un varón, José Luis, y tres mujeres: María Josefa, María del Carmen y una tercera, María Teresa, que el 2 de febrero de 1961, tras solicitud cursada el 24 de octubre de 1950 (BOE del día 30 de ese mes) y decreto del 2 de febrero de 1961 (BOE del día 9), sucedió por rehabilitación:
- María Teresa Madrid Robiou (Cádiz, 30 de marzo de 1884-Madrid, 10 de mayo de 1961), V marquesa de Piedrabuena.[13]

El 15 de noviembre de 1974, tras solicitud cursada el 29 de junio de 1962 (BOE del 17 de julio) y orden del 17 de enero de 1974 para que se expida la correspondiente carta de sucesión (BOE del 7 de febrero), le sucedió:
- Fermín Urmeneta y Robiou, VI marqués de Piedrabuena.

El 24 de septiembre de 1981, tras orden del 5 de septiembre de 1980 para que se expida la correspondiente carta de sucesión (BOE del día 25), en trámite de ejecución de sentencia, le sucedió:
- María Dolores Ramos y Robiou, VII marquesa de Piedrabuena.